# PricewaterhouseCoopers
PricewaterhouseCoopers (PwC) este cea mai mare companie de servicii profesionale, de consultanță și audit din lume și una dintre cele mai mari companii private, cu o cifră de afaceri de 22 miliarde $ în anul 2006.
Compania are 766 de birouri în 150 de țări.
PricewaterhouseCoopers face parte din grupul celor mai mari patru firme de audit din lume numit Big Four, alături de KPMG, Ernst & Young și Deloitte Touche Tohmatsu.
Număr de angajați:
- 2019: 276.005[6]

- 2009: 163.000[7]
- 2008: 146.000[5]

## PricewaterhouseCoopers în România
Compania este prezentă în România din anul 1991 și avea 12 parteneri și 550 angajați în anul 2007. În anul 2024, PwC România a ajuns numărul de 800 de angajați.
Cifra de afaceri:
- 2007: 60 milioane USD[10]
- 2006: 40,5 milioane dolari.[8]